# 34 a. C.
El año 34 a. C. fue un año común comenzado en viernes, sábado o domingo, o un año bisiesto comenzado en viernes o sábado (las fuentes difieren) del calendario juliano. También fue un año común comenzado en viernes del calendario juliano proléptico. En aquella época, era conocido como el Año del consulado de Antonio y Libo (o menos frecuentemente, año 720 Ab urbe condita).  La denominación 34 a. C. para este año ha sido usado desde principios del período medieval, cuando la era A. D. se convirtió en el método prevalente en Europa para nombrar a los años.

## Acontecimientos
- Cayo Norbano Flaco funda la Colonia Norba Caesarina, la actual Cáceres y en Roma obtiene el triumpho ex Hispania
- Triunfo del legado de Octaviano, L. Marcio Filipo.[1]